# Judith Maroy
Judith Furaha Maroy is een mensenrechtenverdedigster en lid van de Congolese burgerbeweging Lucha in Zuid-Kivu. Ze heeft gestudeerd aan de ucb in Bukavu.

## Strijd voor vrije, transparante en vreedzame verkiezingen
In 2017 voerde Lucha actie wegens het uitblijven van een kalender voor de Congolese verkiezingen. Tijdens een sit-in op 9 maart 2017 riep Judith Maroy in naam van de beweging op om elke dag actie te voeren voor de Nationale Onafhankelijke Kiescommissie CENI om de publicatie van de verkiezingskalender te eisen.

## Valse Lucha
In de context van een nakende nationale betoging van 31 juli 2017 om verkiezingen te eisen duikt een beweging op die onder de naam Lucha opereert en haar steun betuigt aan de eerste minister Tshibala. Volgens Judith Maroy gaat het om een poging om de voorziene demonstratie de kop in te drukken.